# بلادونای غم و اندوه
بلادونای غم و اندوه یا شابیزک حزن (به انگلیسی: Belladonna of Sadness) (به ژاپنی: 哀しみのベラドンナ) یک فیلم پویانمایی بزرگسالان انیمه‌ای ژاپنی، محصول سال ۱۹۷۳ به کارگردانی ایچی یاماموتو و دنبالهٔ فیلم‌های هزار و یکشب (۱۹۶۹) و کلئوپاترا (۱۹۷۰) است. این فیلم بر اساس رمان شیطان‌پرستی جادوگران نوشته نویسنده شهیر قرن هجدهمی فرانسوی ژول میشله ساخته شده‌است. داستان زنی روستایی را روایت می‌کند که پس از اینکه از دهکده خود رانده می‌شود؛ با شیطان معامله می‌کند تا قدرتهای جادویی به‌دست آورد.

## داستان
انیمه در مورد ژان و ژانه زوج جوانی است که به تازگی ازدواج کرده‌اند. هنوز مدت زیادی از ازدواج آن‌ها نگذشته که عروس جوان، ژانه، توسط درباریان به جای بدهی همسرش غصب شده و مورد تجاوز قرار می‌گیرد.
این آغاز زندگی غمبار این دو جوان است و هیچگاه به سعادت نمی‌رسند. ژانه که روحش از این تجاوز آسیب دیده و از طرف همسرش ژان هم طرد شده؛ از همان شب نخستین شروع به دیدن ارواحی می‌کند و مورد توجه شیطان قرار می‌گیرد.
در تمام مدت، شاهد تجاوزهای مکرر به ژانه هستیم که اکنون از سمت تمامی اهالی روستا طرد شده و به عنوان زنی فاحشه و همنشین شیطان شناخته می‌شود. روح او در حال متلاشی شدن است و با این وجود در برابر شیطان مقاومت می‌کند. و هرچند مکرراً مورد تجاوز شیطان قرار می‌گیرد اما از تقدیم روحش به او سرباز می‌زند.

## بازخوردها
شابیزک حزن، انیمه‌ای به معنای متعارف کلمه نیست. این فیلم کوچک‌ترین قرابتی با آثار میازاکی، ساتوشی کن، کاتسوهیرو اتومو (انیمه‌سازان مشهور ژاپن) و سایر بزرگان انیمه ندارد. چراکه شابیزک حزن برخلاف انیمه‌هایی همچون آبی تمام‌عیار و آکیرا، سعی داشته تا ضمن پایبند ماندن به سنت‌های ریشه‌دار ژاپنی به سبک مدرن‌تری در امر تصویرگری و نه صرفاً پرداخت مضامین برسد. نتیجه اثری شده‌است با تصاویر ساختارشکنانه و متکی به مفهوم اروتیسم (جای جای فیلم، پر از صحنه‌های اروتیک است) که نظیر آن در فیلم‌های کارگردانانی مانند ناگیسا اوشیما پیدا نمی‌شود.به گفته جیسون دیمارکو از مجله Paste، جلوه‌های بصری فیلم عمدتاً شامل نقاشی‌های ثابتی است که در سراسر یا گهگاه منجر به انفجار رنگ و پرتاب قلم مو در سراسر پلان‌های فیلم قرار گرفته‌اند. شبیه نقاشان مدرنیست و هنر نو مانند گوستاو کلیمت، اودیلون ردون، آلفونس موخا، اگون شیله.

### ارجاعات تاریخی
با اشارات آشکار به ژان دارک، انقلاب فرانسه، طاعون خیارکی و دیگر دوره‌های مهم تاریخی، بلادونای غم و اندوه به عنوان گزارشی از تراژدی‌های تاریخی گذشته و به‌طور خاص، رفتار با زنان در این دوران ظاهر می‌شود. نقاشی‌های آبرنگی پر نقش و نگار همراه با دغدغهٔ موضوع آزادی و توانمندسازی زنان، بلادونای غم و اندوه را به عنوان یک محصول معتبر و انقلابی از زمان خود معرفی می‌کند. در پلان آخر فیلم شاهد نمایش تابلوی آزادی هدایتگر مردم اثر اوژن دولاکروا هستیم که این تابلو نماد حضور گسترده زنان در جامعه و پیشگام بودن آن‌ها در انقلاب را تداعی می‌کند.